# Xystochroma clypeatum
Xystochroma clypeatum là một loài bọ cánh cứng trong họ Cerambycidae.